# 錫尼納峰
46°43′27.8″N 9°17′2.8″E / 46.724389°N 9.284111°E

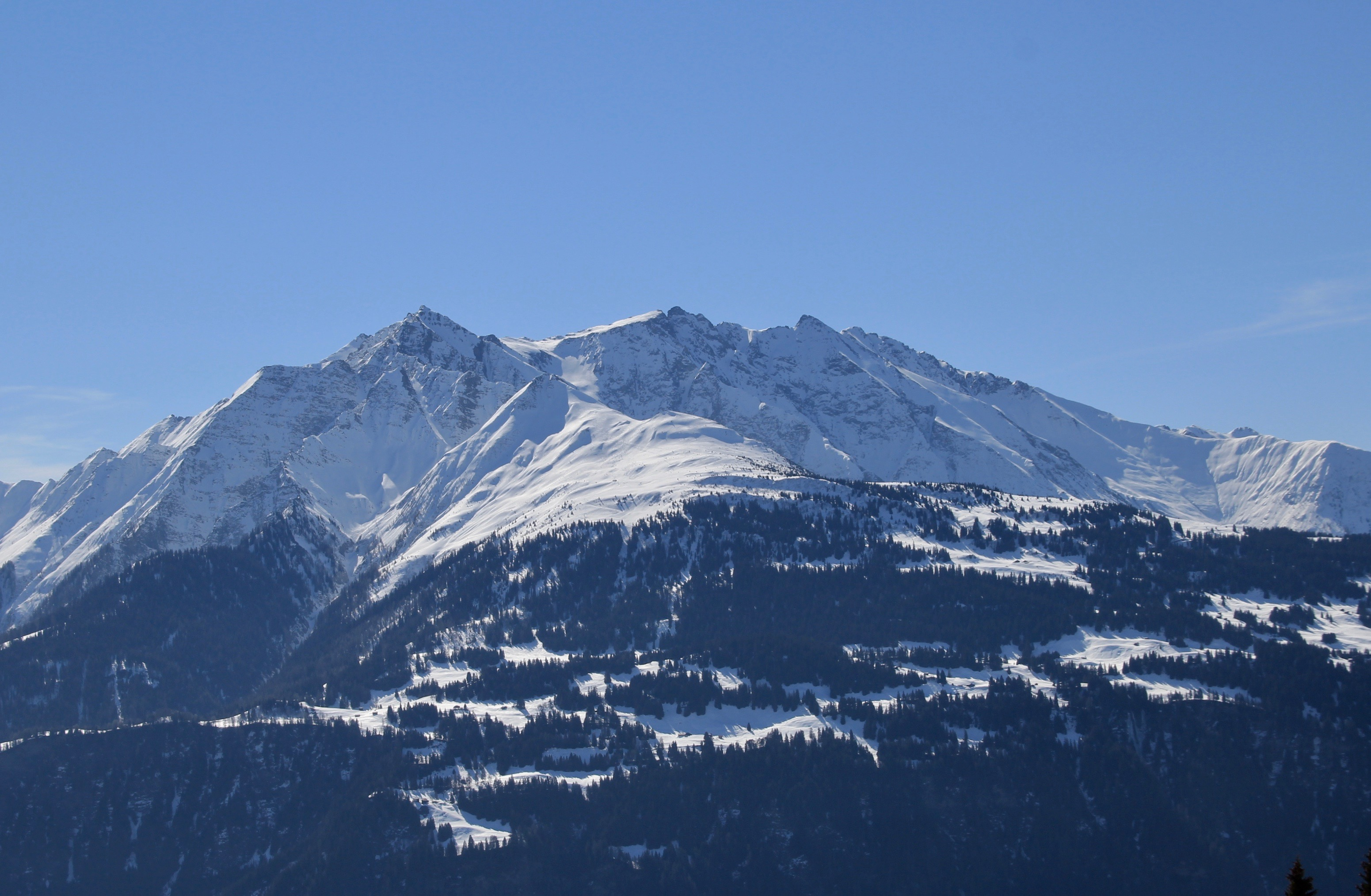

錫尼納峰（Piz Signina），是瑞士的山峰，位於該國東南部，由格勞賓登州負責管轄，屬於格里松阿爾卑斯山脈的一部分，海拔高度2,848米，每年平均降雨量1,929毫米。